# Siboglinum
Siboglinum är ett släkte av ringmaskar som beskrevs av Maurice Caullery 1914. Siboglinum ingår i familjen skäggmaskar.

## Dottertaxa tillSiboglinum, i alfabetisk ordning[1][2]
- Siboglinum albatrossianum
- Siboglinum angustum
- Siboglinum arabicum
- Siboglinum atlanticum
- Siboglinum bayeri
- Siboglinum bogorovi
- Siboglinum brevicephalum
- Siboglinum buccelliferum
- Siboglinum candidum
- Siboglinum caulleryi
- Siboglinum ceylonicum
- Siboglinum cinctutum
- Siboglinum concinnum
- Siboglinum debile
- Siboglinum ecuadoricum
- Siboglinum ekmani
- Siboglinum exile
- Siboglinum fedotovi
- Siboglinum fiordicum
- Siboglinum frenigerum
- Siboglinum fulgens
- Siboglinum gosnoldae
- Siboglinum holmei
- Siboglinum hyperboreum
- Siboglinum inerme
- Siboglinum japonicum
- Siboglinum lacteum
- Siboglinum leucopleurum
- Siboglinum longicollum
- Siboglinum macrobrachium
- Siboglinum mergophorum
- Siboglinum meridiale
- Siboglinum microcephalum
- Siboglinum minutum
- Siboglinum modestum
- Siboglinum nanum
- Siboglinum norvegicum
- Siboglinum ordinatum
- Siboglinum oregoni
- Siboglinum parvulum
- Siboglinum pellucidum
- Siboglinum pholidotum
- Siboglinum pholiodotum
- Siboglinum pinnulatum
- Siboglinum plumosum
- Siboglinum polystichum
- Siboglinum poseidoni
- Siboglinum pusillum
- Siboglinum robustum
- Siboglinum sergeevi
- Siboglinum silone
- Siboglinum southwardae
- Siboglinum subligatum
- Siboglinum sumatrense
- Siboglinum taeniaphorum
- Siboglinum tenue
- Siboglinum timorense
- Siboglinum vancouverensis
- Siboglinum variabile
- Siboglinum weberi
- Siboglinum veleronis
- Siboglinum vinculatum
- Siboglinum zanzibaricum